# Tina Farifteh
Tina Farifteh (Teheran, 1982) is een Iraans-Nederlands beeldend kunstenaar, gespecialiseerd in zowel fotografie als film. Haar werk bevindt zich op het snijvlak van kunst, politiek en filosofie.

## Biografie
Tina Farifteh werd geboren in de Iraanse hoofdstad Teheran en verhuisde op dertienjarige leeftijd naar Nederland, waar ze met haar gezin herenigd werd. Voordat ze zich toelegde op fotografie en film, had ze diverse marketingfuncties bij verschillende organisaties. Haar interesse in de invloed van machtsstructuren en de productie en consumptie van beelden leidde haar uiteindelijk naar het kunstenaarschap. Ze studeerde aan de Koninklijke Academie van Beeldende Kunsten (KABK) in Den Haag, waar ze in 2021 haar Bachelor of Arts (BA) in fotografie behaalde.

## Selectie van werken
Farifteh zegt met haar kunstprojecten de thema’s empathie, machtsstructuren en de menselijke psyche te verkennen. Ze tracht empathie op te wekken door kijkers te confronteren met beelden van de harde realiteit van conflict en verwoesting.

### KunstprojectThe Flood(2021–2023) - audiovisuele installatie
Farifteh verwierf bekendheid met haar afstudeerproject The Flood (2021–2023). The Flood bestaat uit een video-installatie met close-up beelden van de zee, die worden geprojecteerd op drie wanden van een witte kubus. De zee varieert van rustig tot onstuimig, van blauw tot grijs. Een robotachtige stem rapporteert data, locaties en namen van mensen die vermist, verdronken of gered zijn. Farifteh ontving meerdere prijzen voor The Flood, waaronder de ‘Royal Academy Bachelor Award 2021’, ‘BA Photography department Award 2021’, ‘Foto Festival Naarden Talent Award 2021’ en de ‘tweede prijs voor Storytelling van de Zilveren Camera 2022’.

### KunstprojectKitten of Vluchteling?(2023–2024) - korte documentaire
Fariftehs film Kitten of Vluchteling? (2023–2024) werd geselecteerd voor de Debut Competition van de 43e editie van het Nederlands Film Festival, en ging in première op 24 september 2023.
Het project bestaat uit personen die moeten kiezen wie ze zouden redden uit een oorlogssituatie. Ze krijgen afbeeldingen te zien van verschillende mensen, sommigen als ‘kitten’ (onschuldig) en anderen als ‘vluchteling’ (in nood). De keuzes zijn vaak subjectief en afhankelijk van individuele vooroordelen, culturele achtergrond en persoonlijke ervaringen. Empathie speelt een grote rol bij deze beslissingen. Sommige proefpersonen kiezen voor de kitten, terwijl anderen juist de vluchteling willen redden. Met deze korte film heeft Farifteh de eerste prijs gewonnen voor ‘Storytelling van de Zilveren Camera’.

### KunstprojectIk en jij(2023–2024) - interactie-installatie
Het kunstproject Ik en Jij (2023–2024) is onderdeel van het fellowshipprogramma van het Nederlands Film Festival. Het project werd op verschillende locaties in Amsterdam gepresenteerd, waar Farifteh een telefooncel plaatste. Daarin konden mensen anoniem hun gevoelens en gedachten delen. In een interview licht Farifteh toe dat haar doel was om empathie te bevorderen en verbinding te zoeken temidden van wereldwijde conflicten.

### KunstprojectTina in Sexbierum(2023–heden) - multimedia
Voor haar multimediaproject Tina in Sexbierum (2023 - in ontwikkeling) verhuisde Farifteh van Amsterdam naar Sexbierum. Volgens Farifteh symboliseert dit kleine dorp in Friesland haar persoonlijke zoektocht naar haar plek in de wereld. Het kunstproject is een multimediaal project en wordt gepresenteerd op verschillende locaties. Het kan variëren in opzet, afhankelijk van de ruimte en het publiek, en omvat videobeelden die de omgeving van Sexbierum en Fariftehs persoonlijke reis vastleggen. De presentatie vindt plaats in installatievorm, met meerdere schermen of projecties. Daarnaast bevat het project fotografie en geluidsopnames van de natuurlijke omgeving en gesprekken met bewoners van Sexbierum. Beschrijvende teksten en persoonlijke aantekeningen van Farifteh worden soms toegevoegd om context en diepte te bieden aan de visuele en auditieve elementen.

## Prijzen en nominaties
- 2024 - Winnaar 1st prijs Storytelling, De Zilveren Camera
- 2023 - Geselecteerd voor The Netherlands Film Festival Fellowship Digital Culture
- 2023 - Geselecteerd voor Refresh Amsterdam, thema: Oorlog & Conflict, Amsterdam Museum
- 2022 - Winnaar 2de prijs Storytelling, De Zilveren Camera
- 2022 - Genomineerd door Der Greif voor FUTURES 2022
- 2021 - Winnaar Fotofestival Naarden (FFN) Talent Award
- 2021 - Genomineerd voor Heden Start Award
- 2021 - Winnaar van de Royal Academy Bachelor Award
- 2021 - Winnaar van de BA Photography Department Award

## Tentoonstellingen

### 2023
- ROZENSTRAAT, Amsterdam, Kitten or Refugee
- The Fire In Their Eyes, Kunstlinie, Almere, The Flood
- Refresh Amsterdam Museum, Amsterdam, ik en jij
- No Limits Art Castle, Sexyland, Amsterdam, ik en jij
- UNFAIR, Amsterdam, ik en jij
- Resilient Rebels, Museum Helmond, Iran Protests
- The Netherlands Film Festival, Kitten or Refugee
- Refresh Amsterdam Museum, Amsterdam, The Flood
- BredaPhoto, Breda, Vrije Vogels (Free Birds)
- Video Art Miden, Kalamata, Griekenland, The Flood,
- RAW Photo Triennale Worpswede, Duitsland, The Flood
- Gevel Expo Paradiso, Amsterdam, Iran Protests

### 2022
- No Access group in het Former NATO Headquarters in Maastricht, The Flood
- Melkweg Expo in samenwerking met Holland Festival, Amsterdam, The Flood
- The New Current onderdeel van Art Rotterdam, The Flood
- De Zilveren Camera, Museum Hilversum, The Flood

### 2021
- Talent Award, Fotofestival Naarden, The Flood
- Graduation Show, Koninklijke Academie van Beeldende Kunsten (KABK), Den Haag, The Flood

### 2020
- Mother Tongue: Perspectives on Food & Society, The Grey Space in the Middle, Den Haag, fotoserie
- To Infinity and Beyond, BredaPhoto, Breda, Killer Skies
- Ontology of Power, Kulturni Centar Lab, Novi Sad, Serbië, Forgetful Number